# Templario (álbum)
Templario es el tercer y último disco de la banda madrileña de hard rock Santa, publicado en 1986 por Chapa Discos. 
La principal novedad es el cambio de cantante, ya que la argentina Leonor Marchesi sustituyó a Azuzena Dorado.
El sonido de este trabajo ahonda el estilo de hard rock melódico de su anterior LP, No hay piedad para los condenados, ya que son temas elaborados, algunos de tono épico, pero siempre dentro del contexto "soft metal" / AOR.
A pesar de ser en opinión de su principal artífice, Jero Ramiro, el mejor disco de la banda, el público no respondió de igual manera, en parte por la salida de Azuzena de la banda, y sólo llegó a vender 3.000 copias, ante lo cual decidieron separarse.
Hubo una reedición en CD del álbum en 2002, junto a los otros dos de la banda, por el sello BMG.

## Canciones
1. Ven Hasta Mi (04:08)
2. Un Minuto Más (04:57)
3. Templario (04:14)
4. Fuego En El Alma (04:35)
5. Morgana (04:30)
6. Detrás De Tus Pecados (04:50)
7. Corazón Loco (03:14)
8. Por La Espalda (05:30)
9. No Sabes Como Sufrí (04:20)
10. Dama De Noche (04:33)

## Formación
- Jero Ramiro - guitarras
- Leonor Marchesi - voz
- Bernardo Ballester - batería
- Miguel Ángel Collado - teclados
- Diego Jiménez -bajo